# Dryopsophus brevipes
Espèce
Synonymes
- Chiroleptes brevipes Peters, 1871
- Cyclorana brevipes (Peters, 1871)
- Litoria brevipes (Peters, 1871)
- Chiroleptes brevipalmatus Günther, 1876

Statut de conservation UICN

 LC  : Préoccupation mineure
Dryopsophus brevipes est une espèce d'amphibiens de la famille des Pelodryadidae.

## Répartition

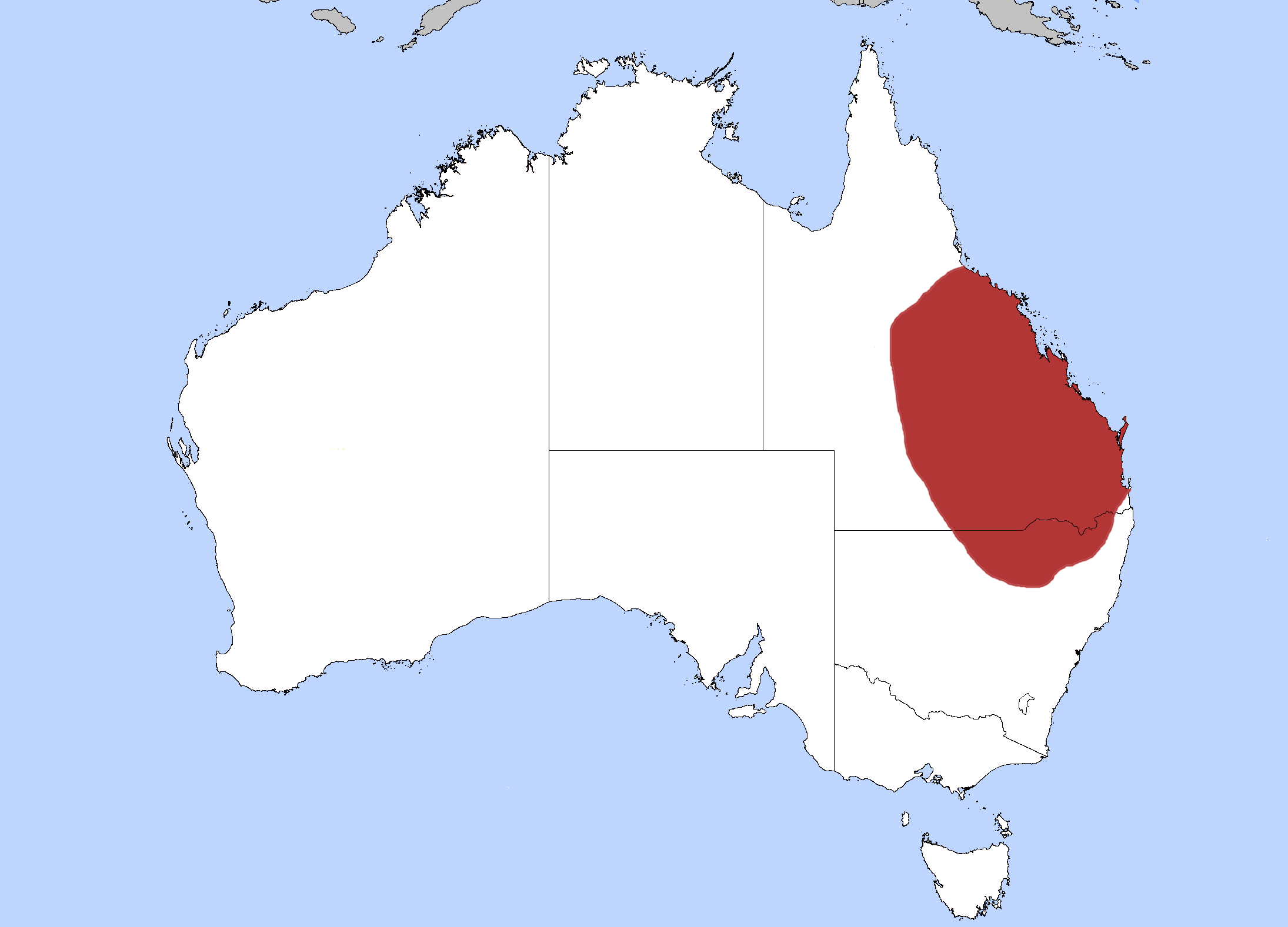
Distribution

Cette espèce est endémique d'Australie. Elle se rencontre dans le nord-est de la Nouvelle-Galles du Sud et dans le Sud et le centre-est du Queensland ce qui représente 853 500 km2.

## Description

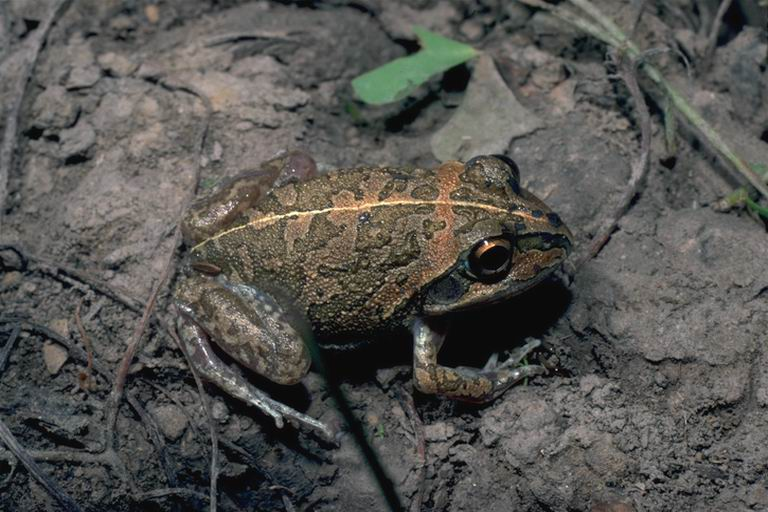
Dryopsophus brevipes

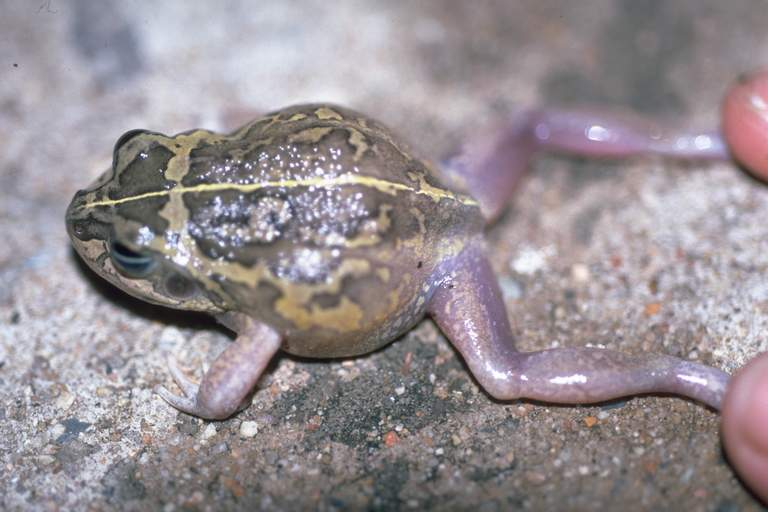
Dryopsophus brevipes

Dryopsophus brevipes mesure de 36 à 45 mm pour les mâles. Cette espèce à une forme arrondie et une assez grosse tête et de grands yeux. Sa face dorsale va du brun foncé au jaune sable et est parsemée de grandes taches noires. La plupart des spécimens présente une bande argentée ou brune au centre du dos. Sa face ventrale est blanche avec des marques noires. Une bande foncée s'étend du museau aux yeux puis aux tympans pour se finir au niveau des épaules. Le tympan est visible ; les pattes antérieures ne sont pas palmées, les pattes postérieures le sont partiellement.

## Éthologie

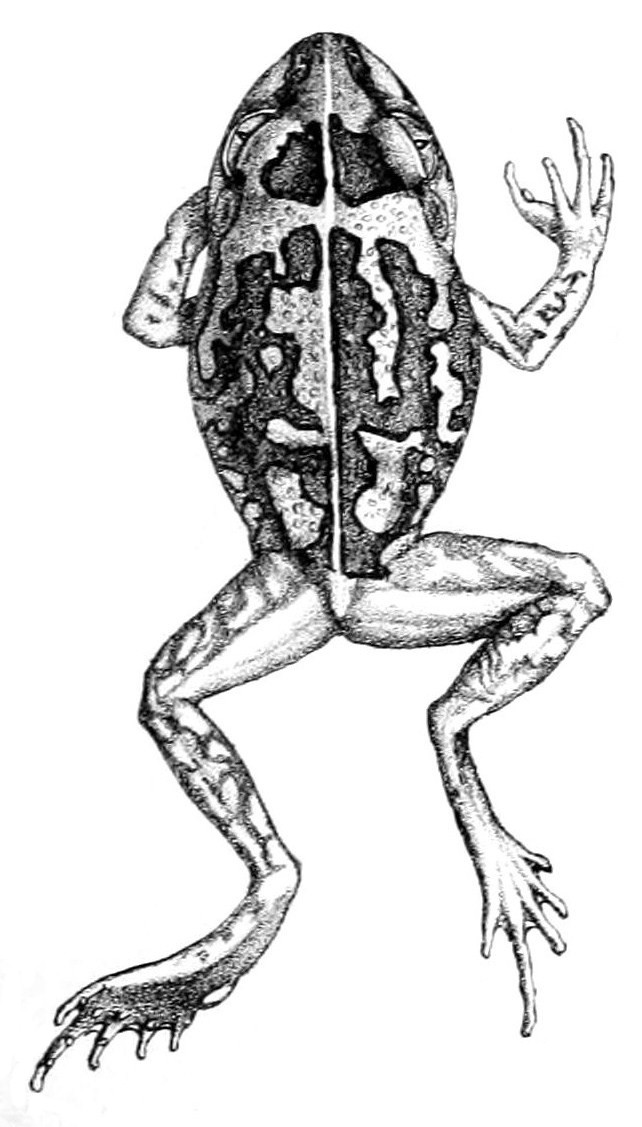
Dryopsophus brevipes par Mintern

Elle passe la plupart de son temps enfouie dans le sol dans les forêts sèches et les prairies. Au moment des pluies, elle sort de terre et se regroupe avec ses congénères autour des points d'eau temporaires. Les mâles appellent les femelles du bord de l'eau; leur coassement est une sorte de grognement prolongé. Les œufs sont pondus en grandes grappes dans les points d'eau. Les têtards se développent rapidement pour éviter que la flaque soit à sec avant la fin des métamorphoses.

## Publication originale
- Peters, 1871 : Über einige Arten der herpetologischen Sammlung des berliner zoologischen Museums. Monatsberichte der Königlich preussischen Akademie der Wissenschaften zu Berlin, vol. 1, p. 644-653 (texte intégral).